# Lejota villosa
Lejota villosa är en tvåvingeart som beskrevs av Violovitsh 1982. Lejota villosa ingår i släktet vedblomflugor, och familjen blomflugor. Inga underarter finns listade i Catalogue of Life.